# Niszczyciele typu Tátra
Niszczyciele typu Tátra – seria jednostek wchodzących w skład austro-węgierskiej Cesarsko-Królewskiej Marynarki Wojennej, składająca się z 10 jednostek. Jednostki wodowano i oddano do użytku w dwóch seriach: sześć wkrótce przed rozpoczęciem I wojny światowej (1912-1913) oraz cztery, nieznacznie zmodyfikowane, w roku 1917.

## Dane techniczne
Jednostki wyposażone były w cztery kotły parowe opalane ropą i dwa – węglem. Współpracowały one z dwiema turbinami parowymi AEG-Curtis. Wyporność projektowa okrętów pierwszej serii wynosiła 850 t (drugiej: 880 t), wyporność pełna - 1000 t (drugiej serii: 1045 t). Serie różniły się też długością (druga seria to okręty o niespełna 2 m dłuższe). W drugiej serii jednostek liczniejsza była też nominalnie załoga - o 9 osób.

### Uzbrojenie
Okręt uzbrojony był w dwie pojedyncze armaty kalibru 100 mm L/50 (po jednej na dziobie i rufie), sześć pojedynczych armat 66 mm L/45 (po trzy na każdej burcie) oraz dwie podwójne wyrzutnie torped kalibru 450 mm. W serii jednostek oddanych do służby w 1917 roku uzbrojenie uzupełniono o ciężki karabin maszynowy Schwarzlose kalibru 8 mm.

## Wykaz i historia jednostek
Okręty typu Tátra nosiły nazwy krain, gór, jezior i wysp Austro-Węgier.

### Seria oddana w latach 1912-1913
- „Tátra” (data wodowania: 5 listopada 1912 r.)
- „Balaton” (16 listopada 1912 r.)
- „Csepel” (30 grudnia 1912 r.)
- „Lika” (15 marca 1913 r.)
- „Orjen” (22 sierpnia 1913 r.)
- „Triglav” (22 grudnia 1913 r.)

Pięć z sześciu niszczycieli (z wyjątkiem SMS „Orjen”) wzięło w grudniu 1915 roku udział w bitwie pod Durazzo i w Cieśninie Otranto. Dwa z nich - SMS „Lika” i SMS „Triglav” zatonęły jeszcze przed główną fazą bitwy wskutek wejścia na miny. Ich nazwy nadano wkrótce zbudowanym kolejnym jednostkom tego samego typu.

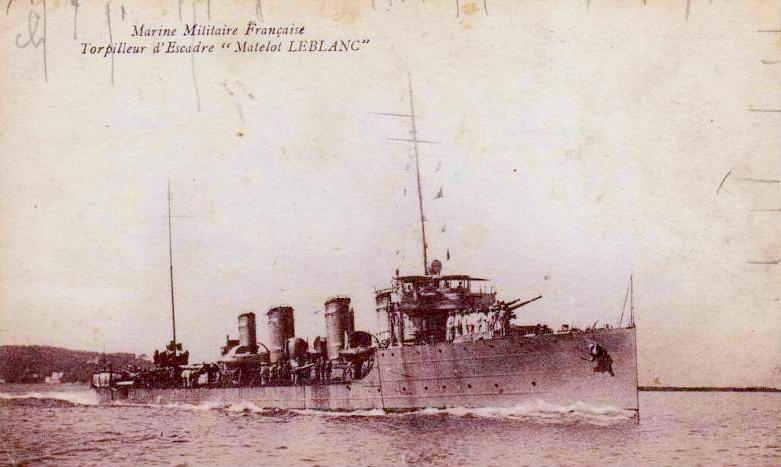
SMS „Dukla” po wcieleniu do floty francuskiej

### Seria oddana w roku 1917
- „Triglav” (24 lutego 1917 r.)
- „Lika” (8 maja 1917 r.)
- „Dukla” (28 lipca 1917 r.)
- „Uzsok” (26 września 1917 r.)

Jednostki, które przetrwały I wojnę światową, zostały następnie w większości wcielone w skład Królewskiej Marynarki Wojennej Włoch - Regia Marina. SMS „Dukla” wszedł w skład francuskiej Marine nationale.